# Lutjanus erythropterus
Lutjanus erythropterus es una especie de peces de la familia Lutjanidae en el orden de los Perciformes.

## Morfología
• Los machos pueden llegar alcanzar los 81,6 cm de longitud total.

## Alimentación
Come principalmente peces hueso y, en segundo término, crustáceos, cefalópodos y otros invertebrados  bentónicos.

## Hábitat
Es un pez de mar de clima tropical y asociado a los  arrecifes de coral que vive entre 5-100 m de profundidad.

## Distribución geográfica
Se encuentra desde el Golfo de Omán hasta el Asia Sudoriental, el sur del Japón y el norte de Australia.